# مصطفى أسعد اللقيمي
مصطفى أسعد اللقيمي رحالة وشاعر وأديب مصري، ولد بدمياط سنة 1105 هجرية ونزل دمشق وفيها توفي سنة 1173 هجرية أو 1178 هجرية.

## نسبه ونشأته
هو مصطفى أسعد بن أحمد بن محمد بن سلامة بن محمد بن علي ابن صلاح الدين اللقيمي الشافعي الدمياطي، ولد بدمياط سنة 1105 هجرية ونشأ في رعاية والده أحمد بن محمد بن سلامة الدمياطي، وله من الأخوة عمر، ومحمد سعيد، وعثمان(1).
واللقيمي نسبة إلى قرية في الطائف اسمها لُقَيْم انفرد بذكرها الفيروزآبادي في قاموسه(2)، والعنبوسي نسبة إلى عَنَبوس وهي قرية من أعمال نابلس كما ذكر في شرح القاموس للزبيدي(3).

## مؤلفاته
وفيما يلي قائمة ببعض مؤلفاته:
- التوصل في شرح الصدر بالتوسل بأهل بدر.
- الحياة المعلمة البهيجة بالرحلة القدسية المهيجة.
- تحائف تحرير اليراعة بلطائف تقرير البراعة (ديوان شعر).
- رسائل في الحساب والفرائض.
- سح سحب الأدب البديع المعاني بسوح روض الآداب البديع الرضواني.
- شرح ورد الأستاذ شيخه الصديقي (مصطفى بن كمال الدين بن علي بن كمال الدين بن عبد القادر محيي الدين الصديقي الحنفي المتوفى سنة 1162 هجرية).
- لطائف أنس الجليل في تحائف القدس والخليل، وهو مصنف كبير يقع في ثمانية أبواب مع مقدمة وخاتمة. وفيه يتكلم على حدود فلسطين ومدنها الكبرى، وفي البابين الأولين يذكر «أسماء البيت المقدس وشرفه» ثم يذكر أسماء ولاته ومن عاش فيه من الشخصيات البارزة. ثم يصف مدينة القدس وآثارها الأخرى، ثم الخليل والمواضع حول القدس، وفي الخاتمة «ذكر الشام وفضلها وبهجتها وشرف محلها».[3]
- مختصر كتاب الأنس الجليل في زيارة بيت القدس والخليل.
- المدامة الأرجوانية في المقامة الرضوانية (مدح الأمير رضوان كتخدا عزبان الحلفي)(4).
- نشر نفحة الصفاء ببشر الصحة والشفاء (مدح الأمير رضوان كتخدا عزبان الحلفي).
- موانح الأنس برحلتي لوادي القدس.

## رحلته إلى القدس
وصف اللقيمي رحلته من دمياط إلى القدس في كتابه «موانح الأنس برحلتي لوادي القدس» وهي الرحلة التي استغرقت ستة أشهر من عام 1143 هجرية / 1731 ميلادية، ودونها بعد ذلك بعشرين عاما في 1164 هجرية / 1751 ميلادية
بدأت الرحلة يوم الثلاثاء من ذي القعدة عام 1143 هجرية، من دمياط إلى القدس ثم إلى بلاد الشام ثم إلى لبنان، فالعودة إلى دمياط.
في مصر، مر على شطا، ثم القرشة، ثم البغدادي، ثم التفاحي، ثم الدائر (وأهدى الفاتحة لسيدي عبد الله تونا، وأبو الوفاء وسكان البحيرة)، ثم مر على بحيرة تنيس، ثم فم أم مفرج، ثم قلعة الطينة، ثم الرماني منزل بني هشيم، ثم المريح قبالة قطية، ثم بئر العبد، ثم العريش (ذكر فيها مقام محمد الدمياطي، وفيها ذكر أن أهل العريش منعوهم من دخولها خشية الطاعون وكونهم من الديار المصرية وكان الوباء بها، فأقاموا في بستان خارجها)، ثم خان يونس ثم وادي الخروبي.
وفي فلسطين، بدأ برفح (وذكر بئر ماء عذب مياهه وأنهم باتوا بقلعته)، ثم غزة (وذكر بساتينها، وبات ليلة في حانها، ثم استضافه صديقه محمد مكي في بيته، وفيه زاره الطبيب الشهاب أحمد الخرش الحكيم، ثم ذكر ما شاهده في غزة من المعالم)، ثم خان سدود، ثم يبنى، ثم الرملة، ثم ميناء يافا، ثم القدس، ثم طور زيتا، ثم الخليل، ثم القدس، ثم نابلس، ثم دير قديس، ثم قرية سبطارة (أو بسطارة)، ثم قرية يازور، ثم يافا، ثم كفر سابة، ثم جبلة، ثم خربة، ثم قرية كور، ثم نابلس، ثم خان المنية على شط بحيرة طبرية.
وفي الشام بدأ بسعسع، ونهر الأعوج، ثم دمشق، ثم المزة، ثم ضمير، ثم الديماس، ثم خان الظهر الأحمر.
وفي لبنان زار النبطية، ثم صيدا، ثم بيروت.
ومن بيروت ركب سفينة في البحر إلى دمياط فوصلها يوم الاثنين 10 جمادى الأولى سنة 1144 هجرية.

## وفاته
توفي في دمشق يوم الأحد 27 من ذي الحجة سنة 1178 هجرية كما ذكر المرادي في سلك الدرر، أو سنة 1173 هجرية كما أورد الجبرتي.
دفن في تربة مرج الدحداح في مقبرة الذهبية تجاه الشيخ أبي شامة.